# Volker Heinze (Musiker)

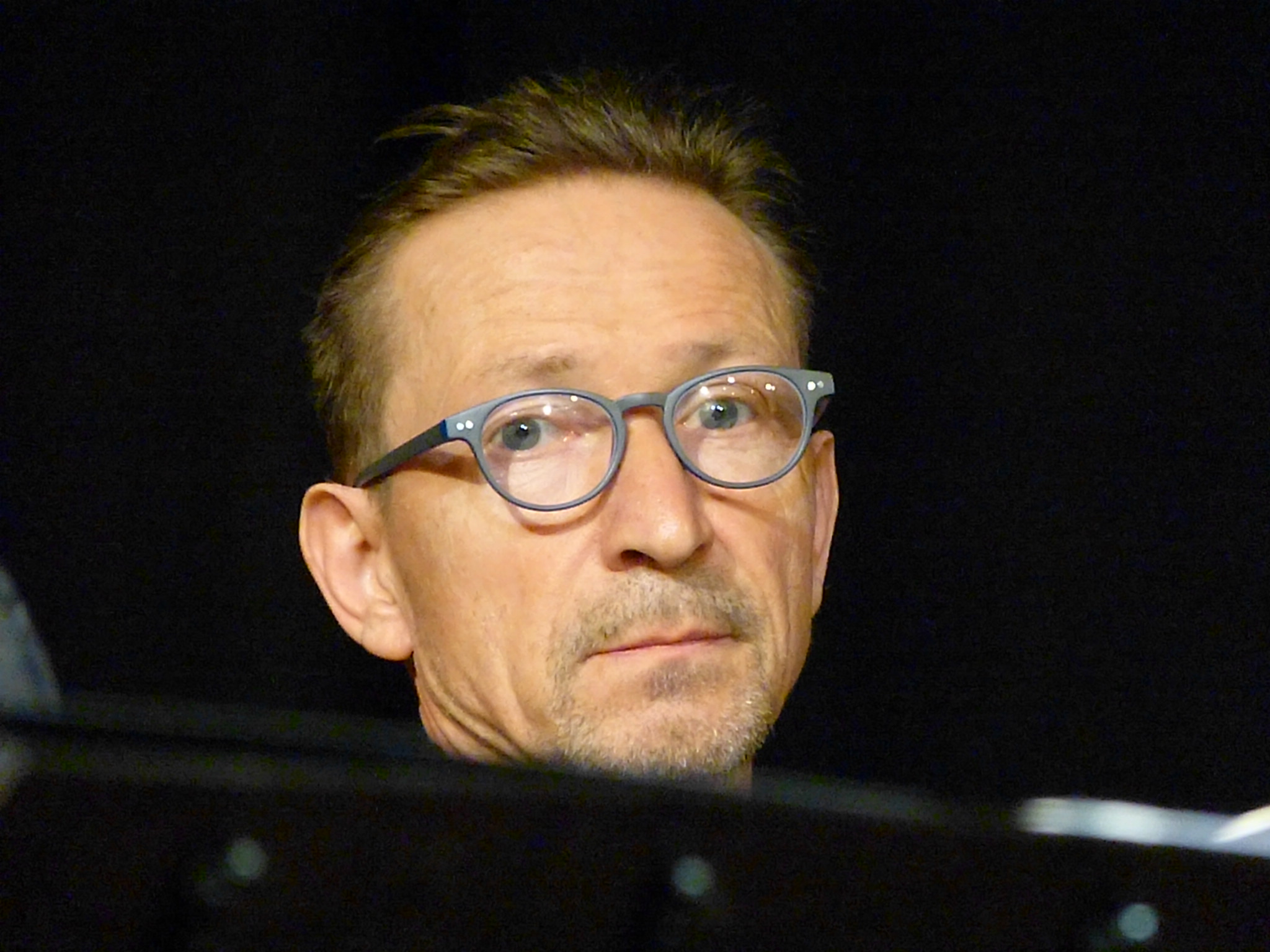
Volker Heinze (2019)

Volker Heinze (* 1962) ist ein deutscher Jazzbassist.
Heinze studierte von 1985 bis 1989 an der Musikhochschule Köln. Er arbeitete hier u. a. mit der Reiner Witzel Group, Charlie Mariano, Simon Nabatov, Lew Soloff, Kenny Wheeler, Wolfgang Engstfeld, Matthias Petzold und Pablo Paredes und wirkte als Musiker am Kölner Schauspielhaus und der Deutschen Oper am Rhein.
Er ist Mitglied verschiedener Bands: des Ansgar Striepens-Matthias Bergmann Quintett und der Band der Sängerin Ariane Jacobi, der Gruppe Double You (mit Wolfgang Fuhr, Werner Neumann und Roland Höppner) und des Quartetts und Quintetts von François de Ribaupierre, der Gabriel Pérez Band und der Matthias Bröde Group, des Ralph Beerkircher Quartetts und des Steve Klink Trios.

## Diskografische Hinweise
- Jürgen Friedrich Quartet featuring Kenny Wheeler: Summerflood, 1996
- Udo Schild: Morning mit Xaver Fischer, Claudius Valk, Roland Peil, Bert Smaak, 1998
- Jarry Singla: Blumenbein 1999 (mit Julian Argüelles und Peter Kahlenborn)
- Matthias Bröde: European Faces, 1999
- Ralph Beerkircher Quartet: Morphing, 2003
- Ariane Jacobi: Big City Is For Me, 2008
- Andreas Schickentanz Chimera, 2013
- Brigitte Angerhausen: Inside Out (Jazzsick Records 2015, mit Frank Sackenheim, Jens Düppe sowie Markus Tiedemann, Anne Hartkamp)